# Emmanuel Nguyễn Hồng Sơn
Emmanuel Nguyễn Hồng Sơn (Biên Hòa, 2 gennaio 1952) è un vescovo cattolico vietnamita, dal 6 maggio 2017 vescovo di Bà Rịa.

## Biografia
Emmanuel Nguyễn Hồng Sơn è nato il 2 gennaio 1952 a Biên Hòa nella provincia di Dong Nai, ultimogenito di una famiglia cattolica con sei figli. Sentita fin da bambino la vocazione al sacerdozio e sostenuto dalla famiglia, è entrato in seminario a nove anni nel 1961.

### Formazione e ministero sacerdotale
Ha svolto gli studi a Saigon, frequentando il seminario minore San Giuseppe fino al 1971 dopodiché è stato studente presso il pontificio collegio San Pio X di Ðà Lat fino al 1977. È stato ordinato presbitero il 31 dicembre 1980, incardinandosi nella diocesi di Xuân Lôc. Dopo l'ordinazione è stato parroco della parrocchia di Bình Sơn dal 1981 al 1991, anni durante i quali si è distinto per l'infaticabile sostegno alla popolazione spesso partecipando di persona a lavori di manodopera per i più bisognosi e guadagnandosi così il sincero affetto dei parrocchiani. 
In seguito è stato trasferito alla parrocchia di Phước Lễ e nominato nel 1994 decano foraneo del vicariato foraneo di Bà Rịa, ruoli entrambi mantenuti fino al 2001, quando è stato inviato in Francia per studiare presso l'Institut catholique de Paris, conseguendo la licenza in teologia dogmatica nel 2006. Tornato in patria, è stato rettore del seminario minore San Tommaso di Bà Rịa e responsabile della formazione permanente del clero diocesano nonché membro della commissione episcopale per la dottrina della fede diventando segretario del consiglio presbiterale della diocesi nel 2009. È stato poi vicario generale della diocesi fin dal 2011.

### Ministero episcopale
Il 27 novembre 2015 papa Francesco lo ha nominato vescovo coadiutore di Bà Rịa. Ha ricevuto l'ordinazione episcopale il 20 gennaio 2016 per imposizione delle mani del vescovo Thomas Nguyễn Văn Trâm.
È succeduto alla medesima sede il 6 maggio 2017.
In seno alla conferenza episcopale del Vietnam è stato eletto presidente della commissione liturgica fin dal 2016 per tre mandati.

## Genealogia episcopale
La genealogia episcopale è:
- Cardinale Scipione Rebiba
- Cardinale Giulio Antonio Santori
- Cardinale Girolamo Bernerio, O.P.
- Arcivescovo Galeazzo Sanvitale
- Cardinale Ludovico Ludovisi
- Cardinale Luigi Caetani
- Cardinale Ulderico Carpegna
- Cardinale Paluzzo Paluzzi Altieri degli Albertoni
- Papa Benedetto XIII
- Papa Benedetto XIV
- Papa Clemente XIII
- Cardinale Bernardino Giraud
- Cardinale Alessandro Mattei
- Cardinale Pietro Francesco Galleffi
- Cardinale Giacomo Filippo Fransoni
- Cardinale Carlo Sacconi
- Cardinale Edward Henry Howard
- Cardinale Mariano Rampolla del Tindaro
- Cardinale Rafael Merry del Val
- Arcivescovo Duarte Leopoldo e Silva
- Arcivescovo Paulo de Tarso Campos
- Cardinale Agnelo Rossi
- Vescovo Dominique Nguyễn Văn Lãng
- Vescovo Paul Marie Nguyễn Minh Nhật
- Vescovo Thomas Nguyễn Văn Trâm
- Vescovo Emmanuel Nguyễn Hồng Sơn